# AW Большого Пса
AW Большого Пса (лат. AW Canis Majoris) — одиночная переменная звезда в созвездии Большого Пса на расстоянии (вычисленном из значения параллакса) приблизительно 33799 световых лет (около 10363 парсеков) от Солнца. Видимая звёздная величина звезды — от более +13,5m до +12,1m.

## Характеристики
AW Большого Пса — красная пульсирующая переменная звезда, мирида (M) спектрального класса M. Эффективная температура — около 3200 К.